# In the Picture
In the Picture is een Belgisch en Nederlands publieks-figuranten- en acteursplatform. Verschillende productiehuizen, waaronder de VRT (Vlaamse Radio- en Televisieomroeporganisatie), Studio 100, Medialaan, TV Bastards, Menuet, Skyline, Woestijnvis, SBS Belgium, Eyeworks en Kanakna, gebruiken In the Picture als white label voor hun eigen officiële databank en dagelijks beheer hiervan.
In the Picture is geen castingbureau maar een online platform waar productiehuizen zelf intern op werken om hun producties te beheren.